# Platyla orthostoma
Platyla orthostoma é uma espécie de gastrópode da família Aciculidae.
É endémica da Bulgária.